# Велика облога Монтевідео
34°52′01″ пд. ш. 56°10′00″ зх. д. / 34.866944444444° пд. ш. 56.166666666667° зх. д.
Велика облога Монтевідео (ісп. Gran Sitio de Montevideo), названа в уругвайській історіографії Sitio Grande, була облогою міста Монтевідео між 1843 і 1851 роками під час громадянської війни в Уругваї.

## Обставини
У липні 1836 року Фруктуосо Рівера, ображений результатами, досягнутими комісією, призначеною для перевірки рахунків періоду його правління, а також звільнений з поста командувача кампанією, вдався до зброї. 19 вересня 1836 року відбулася битва під Карпінтерією між армією, лояльною до уряду Мануеля Орібе — під командуванням останнього та Хуана Антоніо Лавальєхи — та революційними силами Фруктуосо Рівера, об'єднаних з аргентинськими унітаріанцями, вигнаними в Уругвай, під командуванням генерала Хуана Лавалля. Це відбулося на березі річки Карпінтерія, в департаменті Дурасно.
Наступного року Рівера повернувся до атаки, підкріплений військами з Ріо-Гранді-ду-Сул, і 22 жовтня 1837 року зумів перемогти Орібе в Битва при Юкутуджі, департамент Сальто. Невдовзі після цього Рівера зазнав поразки в битві з Йі, але перемога при Пальмарі над бразильсько-ріверіськими військами 15 червня 1838 року залишила Республіку в руках Рівери. З іншого боку, блокада, накладена французьким флотом на Буенос-Айрес, керований його союзником у цьому конфлікті, губернатором провінції Буенос-Айрес Хуаном Мануелем де Росасом, залишила президента Орібе без зв'язку. Обмежений річкою та в облозі в столиці, Орібе подав у відставку 24 жовтня 1838 року.

## Громадянська війна
У 1839 році вибухнула Громадянська війна. Конфлікт тривав між 10 березня 1839 року і 8 жовтня 1851 року. Воюючими сторонами були, з одного боку, Бланко Уругваю на чолі з Мануелем Орібе, союзники аргентинських федералів, на чолі з Хуаном Мануелем де Росасом; і, з іншого боку, колорадо, союзники аргентинських унітаріос. Конфлікт значно вийшов за межі колективу Ла-Платських республік і включав втручання, дипломатичне та військове, Бразильської імперії, Франції та Великої Британії, а також участь іноземних сил (італійців Джузеппе Гарібальді, іспанців та французів), деякі з яких діяли як найманці.
З 1839 по 1842 роки сутички відбувалися за межами східної території. Місцем дії стала територія Аргентини, де зіткнулися унітарії та федерали. Росас поставив Орібе керувати федеральною армією, а Хуан Гало Лавалль зробив те саме з Рівера, який залишився командувати унітарною армією. У вересні 1840 року 17 000 чоловіків під командуванням генерала Мануеля Орібе спробували протистояти Лаваллю, який, командуючи лише 1100 чоловіками, відійшов до Санта-Фе. Його війська постійно переслідувалися, і всі спроби Лавалля реорганізувати свою розбиту армію зазнали невдачі. Ця кампанія завершилася загибеллю Лавалля 9 жовтня 1841 року під час перестрілки з наступаючими федеральними військами в місті Сан-Сальвадор-де-Жужуй, столиці провінції Жужуй.

## Велике місце
Другий етап, з 1842 по 1851 рік, проходив на території Уругваю. Після перемоги в битві при Арройо-Гранде (Ентре-Ріос) армія Орібе форсувала річку Уругвай і 16 лютого 1843 року почала облогу Монтевідео. Це було б третє з місць, у яких він брав участь, і найдовше з усіх, оскільки воно тривало вісім з половиною років, до 8 жовтня 1851 року.

Прапор, який використовувався колорадо Фруктуосо Рівера під час Великої війни.

Відразу після цього Орібе організував уряд, відомий як Уряд Серріто 24 жовтня 1838 року. Він призначав міністрів, існував парламент і було видано величезну кількість законодавчих актів. На цьому етапі в країні співіснували два уряди: уряд Монтевідео, який називався Уряд Оборони, поблизу Рівери, і уряд Орібе, який на околиці міста мав три табори. Табори були в Серріто-де-ла-Вікторія, де була організована міліція, «столиця» була в «Restauración», місті, яке зараз є районом Ла-Уніон Монтевіде, де займалися політикою, і порт у Пуерто-дель-Бусео, куди була спрямована економіка внутрішніх районів країни і звідки вивозили шкури на експорт. Уряд Серріто контролював всю країну до 1851 року, за винятком Монтевідео та Колонія-дель-Сакраменто. Він застосував Конституцію 1830 року як основу свого правового порядку. Деякими видатними діячами цієї адміністрації були Бернардо Пруденсіо Берро, Кандідо Хуаніко, Хуан Франсіско Хіро, Атанасіо Агірре, Карлос Херонімо Вільямеморос та інші патриції, деякі з яких пізніше зіграли важливу політичну роль.
Іншою важливою темою була пропозиція щодо возз'єднання Батьківщини, яку Росас здійснив у 1845 році, з повторним приєднанням Уругваю до Об'єднаних провінцій Ріо-де-ла-Плата, анулюючи положення Попередньої мирної конвенції. Орібе не захотів приймати рішення щодо цього важливого акту і направив питання до парламентської комісії, яка, зрештою, нічого не визначила. З іншого боку, Хуан Франсіско Хіро, прихильник Мануеля Орібе, супроводжував його в уряді Серріто та діяв як його менеджер у місії, яка в 1845 році домоглася визнання незалежності Уругваю Іспанією.

## Оборона Монтевідео

Прапор Калабрії, використаний проти Наполеона, знак розрізнення Італійської ліги з 600 осіб під керівництвом Гарібальді під час облоги Монтевідео.

Поки Орібе облягав Монтевідео, колорадо організували Армію оборони, якою командували аргентинські унітарні війська Хосе Марія Пас і східні Мельчор Пачеко і Обес. До нього приєдналися кілька груп із французької, іспанської та італійської громад, усі вони були іммігрантами та переважно мешканцями Монтевідео, які сформували «легіони» і чисельно перевищували східні сили, які мали колорадці. Через безперервну хвилю імміграції, яка почалася в 1830 році, переважна більшість цих іммігрантів була зосереджена в столиці, де вони були зараховані до бійців Колорадо.
За даними іноземних спостерігачів у місті Монтевідео, такому як Домінго Фаустіно Сарм'єнто, який подорожував навколо світу в 1848, частка жителів у місто було за переписом 1843 р.:
жителі міста Монтевідео:
європейці:…..15.252
орієнтальці(уругвайці):….11.431
аргентинці:…..3.170
африканці:…….1.344
Жителі об'єднувалися в ополчення за національністю. Вони складали:
Аргентинський легіон
Італійський легіон під командуванням Джузеппе Гарібальді
Баскський легіон
2 французьких батальйони
1 монтевідський батальйон
3 батальйони вільних чорношкірих
Італієць Джузеппе Гарібальді на той час оселився в Монтевідео. У 1842 році Уряд Оборони призначив Гарібальді командувати флотом, і 16 серпня 1842 морський бій відбувся на річці Парана поблизу міста Коста Брава. Кораблі під командуванням Гарібальді були розгромлені військами Гільєрмо Брауна. Гарібальді знову керував військово-морською ескадрою, на чолі якої йому вдалося запобігти кораблям Брауна зайняти Ісла-де-Ратас у бухті Монтевідео (яка потім була перейменована на Ісла-Лібертад), таким чином зумівши запобігти спробі флоту Росаса блокував Монтевідео.

Прапор Східної держави, який використовувався військами Бланко до 1851 року.

Гарібальді організував військовий загін під назвою Італійський легіон, на чолі якого поставив себе на службу уряду Монтевідео. Серед його військових дій особливо виділяється та, яка відбулася за стінами Монтевідео під назвою Битва трьох хрестів 17 листопада 1843. Після цього, знову відправившись на свою флотилію та підтримуючи ескадри Франції та Англії, він брав участь в окупації в 1845 році Колонії-дель-Сакраменто, Острова Мартін Гарсія] , Гуалегуайчу і Сальто. Він запропонував такі дії, як викрадення Росаса, які не були прийняті урядом Монтевідео, який боявся втратити його разом з ними.

## Кінець облоги

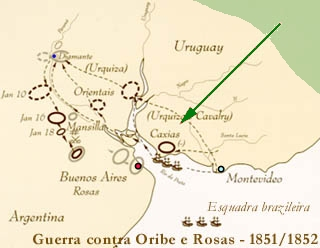
Переміщення військ наприкінці Великої війни.

У 1851 році ситуація докорінно змінилася. З одного боку, дипломат Андрес Ламас домігся від Бразильської імперії зобов'язання втрутитися в конфлікт на користь уряду Оборони. А з іншого — каудильйо Ентре-Ріос Хусто Хосе де Уркіса розірвав союз із Росасом. 29 травня в Монтевідео був підписаний договір про наступально-оборонний союз між Урядом оборони, який представлявся єдиним легітимним в Уругваї, Бразильською імперією та провінцією Ентре-Ріос (підписантами були, відповідно, Мануель Еррера-і-Обес, Да Сілва Понтес-і-Куяс і Сампере). У своєму тексті підписанти погодилися «змусити генерала дона Мануеля Орібе та аргентинські сили, якими він командує, залишити Уругвай», і встановили, що будь-які дії аргентинського уряду проти цієї мети зроблять його ворогом коаліції. Східна армія була передана під командування генерала Еудженіо Гарсона, колишньої бланко, який змінив стороні через розбіжності з Мануелем Орібе.
19 липня Уругвай захопив Уркіса, який перетнув річку Уругвай у Пайсанду, і Гарсон, який перетнув ту саму річку в Конкордії. У Пайсанду вони приєдналися до Уркіси Сервандо Гомеса, Лукаса Піріса та інших офіцерів, яким набридла ця нескінченна війна і вони передбачили її результат. Ігнасіо Орібе, який з обуренням відкинув пропозицію перейти на інший бік, спробував дати бій інтервентам, але зазнав масового дезертирства своїх військ. Тоді Мануель Орібе залишив на місці 6000 чоловік і на чолі 3000 попрямував до Уркіси, об'єднавши ці сили з силами свого брата Ігнасіо Орібе.
4 вересня 16000 бразильських солдатів під командуванням маркеса де Кашіаса увійшли через Санта-Ану, і Орібе зрозумів, що у нього немає шансів чинити опір. Маркіз не вагався підкуповувати численних політиків і чиновників Орібе. Він послав Лукаса Морено до Уркіси з інструкціями досягти угоди та відійшов до уряду Серріто. Після тривалих переговорів 8 жовтня 1851 року було підписано угоду, яка поклала край Великій війні. За угодою:
- Уругвай перебував під контролем уряду Оборони, який пообіцяв призначити вибори якнайшвидше.
- Було встановлено, що всі уругвайці, незалежно від того, на чиєму боці вони виступали, мали однакові права.
- Орібе має бути звільнений.
- Акти уряду Серріто вважаються законними для всіх.
- Новий уряд, який буде обраний, візьме на себе укладені борги.
- Було визнано, що опір англо-французькій інтервенції чинився з метою захисту незалежності Уругваю.
- Зрештою, конфлікт завершувався «без переможених і переможців».

## Дивитися також
- Gobierno de la Defensa
- Уряд Серріто
- Громадянська війна в Уругваї